# Ephedra monosperma
Ephedra monosperma är en kärlväxtart som beskrevs av Johann Georg Gmelin och Carl Anton von Meyer. Ephedra monosperma ingår i släktet efedraväxter, och familjen Ephedraceae. Inga underarter finns listade i Catalogue of Life.